# 半月板損傷
半月板損傷（はんげつばんそんしょう、英: meniscal lesions of the knee、独: Meniskusläsionen des Knies）は、膝関節の左右にある内側半月（板）、外側半月（板）がスポーツ外傷、変性などにより損傷、断裂した状態の一般的な総称で、半月障害ともいう。
また、半月板損傷によって膝が動かなくなった状態のことを、ロッキングという。

## 概要
形態の差により、正常型と円板型 discoid meniscus に分けられ、それぞれ病態が異なる。
正常型は成人若年男性に多く発生し、スポーツ、交通事故、労働災害などの外傷が原因となる。発生部位は外側半月に多いのが特徴とされてきたが、近年はスポーツ損傷の増加で内側半月の方が頻度が高くなった。中でも後節部の断裂が多く見られる。自覚症状としては疼痛、腫脹、歩行障害、膝折れ現象 giving way などが見られ、他覚的には可動制限、筋萎縮、嵌頓、水腫、圧痛などが現れる。
円板型は幼時から見られることがある。正常型のものに比べて若い世代に発症し、女性にやや多い。先天性形態異常とされ、徐々に変性を起こし、弾発膝（ばね膝）、嵌頓などが認められるようになる。外側半月罹患が圧倒的に多い。
治療に際しては、外傷性の急性期のもので関節包剥離である場合には保存的に治癒するが、実質内のものは手術的に縫合、切除を行う。近年は関節鏡視下手術が施される。
半月にはこの他、半月嚢腫 meniscal cyst、骨化症 lunula などの障害もある。

### ばね膝
ばね膝（英: snapping knee、独: schnellendes Knie, federndes Knie）は、半月障害などの症状として見られるもので、弾発膝ともいう。膝関節の屈伸運動の際、一定の角度で抵抗があり、その角度を通過すると急にばね状に屈伸できるようになる。原因として最も多く認められるものは円板状半月（半月障害の円板型）の存在である。通常の半月より厚く幅広いため、関節運動において内部に変性、水平裂を生じ、同調しなくなるために起こるものとされる。屈曲位から徐々に伸展した場合、20度から30度付近でこの現象が起こることが多い。

### マックマレーテスト
マックマレーテストは1928年にイギリスの整形外科医トーマス・ポーター・マックマレーが提唱した検査法。マックマレー症候（McMurray's sign）により内側半月障害を検査するものである。
被検者を仰臥位とし、検者は片方の手指を内側関節裂隙に触れ、もう一方の手で足部を握り、下腿の回旋動作、屈曲動作を行う。完全屈曲位から下腿を外旋しながら伸展していくと関節裂隙に半月の出入、もしくは雑音を触れる。反対に完全伸展位から下腿を外旋しながら屈曲していく動作も行うことが望ましい。後節損傷に陽性率が高い。
外側半月障害に対して下腿の内旋で同様の動作を行うとよいともされるが、本来のテストは内側半月障害用のものである。